# Kurt Tetzner
Kurt Tetzner (Lebensdaten unbekannt) war ein deutscher Fußballspieler.

## Karriere

### Vereine
Tetzner gehörte dem FC Wacker Halle als Mittelfeldspieler an, für den er in den vom Verband Mitteldeutscher Ballspiel-Vereine organisierten Meisterschaften von 1930 bis 1933 im Gau Saale Punktspiele bestritt. In dieser Zeit gewann er dreimal in Folge die Meisterschaft im Gau Saale und nahm mit seinem Verein dementsprechend auch dreimal an der Endrunde um die Mitteldeutsche Meisterschaft teil. Bei seiner ersten Teilnahme gelangte er über die 1. und 2. Vorrunde ins Viertelfinale, das am 15. März 1031 in Glauchau mit 1:4 gegen den Planitzer SC verloren wurde. In der Folgesaison schied er mit seiner Mannschaft am 10. April 1932 mit 2:7 gegen den Chemnitzer Polizeisportverein im Halbfinale aus dem Wettbewerb aus. Bei seiner letzten Teilnahme war erneut im Viertelfinale die weitere Teilnahme am Wettbewerb zu Ende; mit 1:4 verlor seine Mannschaft gegen den Magdeburger Fußball-Verein Fortuna 1911.
Von 1933 bis 1937 bestritt er dann Punktspiele in der Gauliga Mitte, eine von zunächst 16, später auf 23 aufgestockten Gauligen zur Zeit des Nationalsozialismus als einheitlich höchste Spielklasse im Deutschen Reich. Die Premierensaison wurde als Meister beendet und bedeutete zugleich die Teilnahme an der Endrunde um die Deutsche Meisterschaft. In dieser bestritt er alle sechs Spiele der Gruppe D. Sein Debüt gab er am 8. April 1934 auf dem Cricketer Sportplatz in Magdeburg bei der 0:2-Niederlage gegen den 1. FC Nürnberg. Als Letztplatzierter schied er mit seiner Mannschaft aus dem Wettbewerb aus, da nur die vier Gruppensieger ins Halbfinale gelangten. In den folgenden drei Spielzeiten belegte seine Mannschaft den zweiten, siebten und neunten Platz, der den Abstieg in die zweitklassige Bezirksklasse Halle-Merseburg bedeutete.

### Auswahlmannschaft
Als Spieler der Gauauswahlmannschaft Mitte nahm er 1935 am Gauauswahlwettbewerb um den Bundespokal teil. Über das Achtel- und Viertelfinale, das mit 3:2 n. V. bzw. mit 2:0 gegen die Gauauswahlmannschaften Südwest bzw. Niedersachsen gewonnen wurde, erreichte seine Mannschaft das am 3. März 1935 in Hamburg angesetzte Halbfinale. Auf dem Sportplatz am Rothenbaum gewann seine Mannschaft vor 17.000 Zuschauern gegen die Gauauswahlmannschaft Nordmark – nach 0:2-Rückstand – durch jeweils zwei Tore von Hans Schlag und Hans Reimann noch mit 4:2. Das am 24. März 1935 im Berliner Poststadion gegen die Gauauswahlmannschaft Berlin-Brandenburg vor 30.000 Zuschauern ausgetragene Finale, in dem er mitwirkte, wurde mit 2:0 gewonnen.

## Erfolge
- Gaumeister Mitte 1934
- Meister Gau Saale 1931, 1932, 1933
- Bundespokal-Sieger 1935